# Wilhelm Kainrath
Wilhelm Kainrath (* 2. Dezember 1939 in Wien; † 10. Mai 1986 auf der Rax) war ein österreichischer Architekt und Stadtplaner.

## Leben
Kainrath besuchte die HTL in Krems an der Donau und schloss 1965 sein Architekturstudium an der Technischen Hochschule Wien mit dem Diplom ab. Er arbeitete in der Folge zwei Jahre in London bei der Planung von New Towns. In der Folge kehrte er nach Wien zurück, wurde zwei Jahre lang Assistent bei Ernst Hiesmayr und war 1972 bis 1975 freiberuflich tätig. Ab 1971 nahm Kainrath Teil an der kommunalpolitischen Programmarbeit der SPÖ und beschäftigte sich hier vorrangig mit Themen des Städtebaus. Er war ein kritischer Sozialdemokrat im Umfeld von Egon Matzner und Herbert Tieber und galt als Außenseiter in der Wiener Stadtplanung, der sich früh für sanfte Stadterneuerung und Durchgrünung der gründerzeitlichen Stadtstrukturen einsetzte und dabei positives mediales Echo fand. Kainrath gehört zu den Vätern des Planquadrat-Gartens, eines Gartenhofes im dichtest verbauten Teil Wiens, der allerdings Ausnahme geblieben ist, und verwies auf die positiven Wirkungen eines streng geregelten Wohnungsmarktes im Hinblick auf die Vermeidung sozialer Entmischung und darauf beruhender Slumbildung.
Der von Helmut Zilk geförderte Kainrath war in der Magistratsabteilung 18 tätig, dann in Stabsfunktionen  (Klub der SPÖ-Gemeinderäte, dann Koordinationsbüro der Magistratsdirektion). Er gilt als prägende Persönlichkeit hinter dem Wiener Stadtentwicklungsplan (STEP) 1984, verstarb jedoch 1986 bei einem Bergunfall auf der Rax. Das 1988 erschienene Werk Verändert die Stadt mit zahlreichen posthum veröffentlichten Texten Kainraths ist seinem Andenken gewidmet.

## Schriften
- (Mitautor:) Projekt Planquadrat 4. Versuch einer „sanften“ Stadterneuerung. Im Auftr. d. Magistrats d. Stadt Wien, MA 19. Krämer: Stuttgart et al. 1980.
- Stadterneuerung als ständige Herausforderung. Erfahrungen und Ausblicke. Pospisil: Wien 1983.
- (Mitautor:) Die alltägliche Stadterneuerung. Drei Jahrhunderte Bauen und Planen in einem Wiener Außenbezirk. Löcker: Wien et al. 1984.
- Verändert die Stadt: Texte 1971–1986. Hrsg. v. Elisabeth Binder u. a., Schriftenreihe Planen und Gestalten. Picus: Wien 1988.